# Saquinho de lixo
Saquinho de Lixo é um grupo que se popularizou a partir de uma página de memes no Instagram, em 2018. Atualmente, é composto por Alan Pereira, Daví Vosk, Júlio Emílio, Luis Porto, Rodrigo Almeida e Sofía de Carvalho, também co-fundadores da página. Além de produzir e reproduzir conteúdo digital sobre comportamento e cultura pop, o grupo já participou de exposições artísticas e campanhas publicitárias.
O grupo abrange, hoje, uma comunidade com mais de 2 milhões de seguidores e está presente no Instagram, Twitter e TikTok. 

## História
A ideia de criar uma página de memes surgiu a partir "de um grupo de WhatsApp caótico", segundo Sofía de Carvalho, no qual todos os co-fundadores estavam presentes. De início, desejavam explorar artisticamente a ferramenta dos stories do Instagram, mas, ao reunir e postar conteúdo para o feed, os membros notaram que possuíam gostos em comum: imagens estranhas e um tipo de humor específico – autodepreciativo, camp, gore, shitpost e kawaii. De forma eventual e espontânea, os memes passaram a ser o conteúdo principal do grupo, ainda que os membros não tivessem a intenção de produzir e alimentar uma página de memes.
A partir desse mix, a página conquistou um público que vai de adolescentes a adultos e, mesmo sendo composta apenas por nordestinos, possui mais seguidores do sudeste e da comunidade comunidade LGBTQIA+, segundo os administradores .
Com o crescimento de seguidores, especialmente na época da pandemia de COVID-19, o grupo ganhou alguma visibilidade e começou a produzir conteúdo publicitário de forma mais intensa  . Os membros também foram convidados a participar da exposição "À Nordeste"(2019), no Sesc 24 de Maio – para a ocasião, produziram a videoinstalação 'Memelito'. Em 2021, foram convidados a participar da exposição "Língua Solta", na reabertura do Museu da Língua Portuguesa, onde apresentaram outra videoinstalação de nome "Borboleta, Mundo, Olho, Boca, Olho, Brilho, Gotas." 

## Prêmios e indicações
| Ano  | Prêmio                      | Categoria                                          | Status   |
| ---- | --------------------------- | -------------------------------------------------- | -------- |
| 2019 | MTV Millenial Awards Brasil | Memeiro do ano                                     | Indicado |
| 2021 | MTV Millenial Awards Brasil | Memeiro do ano                                     | Indicado |
| 2021 | MEMEAWARDS                  | Melhor Comunidade de Memes LGBTQIA+ (júri técnico) | Venceu   |
| 2022 | MEMEAWARDS                  | Melhor Comunidade de Memes LGBTQIA+ (júri técnico) | Venceu   |
| 2022 | MEMEAWARDS                  | Melhor Comunidade de Memes LGBTQIA+ (júri popular) | Venceu   |

## Exposições
| Ano  | Exposição    | Obra                                              |
| ---- | ------------ | ------------------------------------------------- |
| 2019 | À Nordeste   | Memelito                                          |
| 2021 | Língua Solta | Borboleta, Mundo, Olho, Boca, Olho, Brilho, Gotas |